# Umowa najmu
Umowa najmu – w polskim prawie cywilnym umowa, w której wynajmujący zobowiązuje się oddać przedmiot najmu do używania najemcy, na czas oznaczony lub nieoznaczony, w zamian za wynagrodzenie w postaci czynszu płaconego przez najemcę. Przedmiotem najmu mogą być rzeczy ruchome, jak również nieruchomości, a także części rzeczy jako całości lub nawet jej części składowe. Wyłączone z najmu są rzeczy zużywalne oraz prawa.
Wynajmujący ma obowiązek wydania najemcy rzeczy w stanie przydatnym do umówionego użytku i utrzymywanie go w odpowiednim stanie przez cały czas trwania umowy na swój koszt.
Najemca ma obowiązek płacenia czynszu, który może być ustalony w pieniądzach lub innych świadczeniach, a także używania rzeczy w sposób przewidziany w umowie i sprawowania nad nią pieczy.
Stosunek najmu wygasa automatycznie z upływem okresu, na jaki umowa została zawarta. Jeśli czas nie został oznaczony, wygasa na skutek wypowiedzenia.

## Wypowiedzenie najmu
Zgodnie z art. 673 Kodeksu cywilnego, jeżeli czas trwania najmu nie jest oznaczony, strony umowy najmu mogą wypowiedzieć najem z zachowaniem terminów umownych, a w przypadku ich braku z zachowaniem terminów ustawowych. W przypadku najmu na czas oznaczony, zarówno wynajmujący, jak i najemca mogą wypowiedzieć najem w przypadkach określonych w umowie.
Terminy ustawowe w zależności od czasu trwania najmu: 
- Czynsz płatny jest w odstępach czasu dłuższych niż miesiąc – najem można wypowiedzieć najpóźniej na trzy miesiące naprzód na koniec kwartału kalendarzowego
- Czynsz płatny miesięcznie – najem można wypowiedzieć na miesiąc naprzód na koniec miesiąca kalendarzowego
- Czynsz płatny w krótszych odstępach czasu – najem można wypowiedzieć na trzy dni naprzód
- Czynsz płatny jest dziennie – można wypowiedzieć na jeden dzień naprzód
- Rezygnacja z umowy - możliwa w sytuacji, gdy lokal, jego wyposażenie lub stan były niezgodne z jego opisem zawartym w umowie[2].

## Uregulowanie prawne
Przepisy dotyczące umowy najmu znajdują się w Kodeksie cywilnym (księga trzecia: Zobowiązania, tytuł XVII: Najem i dzierżawa, dział I: Najem) w artykułach od 659 do 692. Ponadto zasady najmu lokali mieszkalnych zawarte są w ustawie z dnia 21 czerwca 2001 r. o ochronie praw lokatorów, mieszkaniowym zasobie gminy i o zmianie kodeksu cywilnego (Dz.U. z 2023 r. poz. 725).

## Umowa najmu lokalu mieszkalnego
Umowa najmu lokalu mieszkalnego – szczególna umowa najmu dotycząca lokalu służącego najemcy do zaspokojenia potrzeb mieszkaniowych jego i jego rodziny. Najem lokalu mieszkalnego podlega przepisom ogólnym Kodeksu cywilnego dotyczącym najmu (art. 659-679), a także przepisom szczególnym Kodeksu cywilnego dotyczącego najmu lokali (art. 680-692). Dodatkowo, umowa najmu lokalu mieszkalnego musi spełniać zasady określone w ustawie z dnia 21 czerwca 2001 r. o ochronie praw lokatorów, mieszkaniowym zasobie gminy i o zmianie kodeksu cywilnego. Kodeks nie zastrzega konkretnej formy dla umowy najmu nieruchomości lub pomieszczenia, jednak w przypadku umów dłuższych niż rok zaleca formę pisemną.
Umowa najmu lokalu mieszkalnego powinna zawierać co najmniej następujące elementy: 
- data i miejsce zawarcia umowy
- strony umowy (najemcę/najemców i wynajmującego/wynajmujących)
- opis przedmiotu najmu (lokalu mieszkalnego)
- określenie czynszu najmu i sposobu jego opłacania
- zapisy dotyczące innych kosztów związanych z lokalem
- zapisy dotyczące kaucji
- prawa i obowiązki stron
- okres obowiązywania umowy i określenie, czy umowa została zawarta na czas oznaczony bądź nieoznaczony
- zapisy dotyczące rozwiązania umowy najmu i zwrotu przedmiotu najmu
- inne zapisy m.in. określające np. sąd właściwy.

## Umowy pokrewne
Najem od dzierżawy różni się zakresem uprawnień najemcy, który może tylko używać rzeczy, podczas gdy dzierżawcy przysługuje ponadto prawo pobierania przynoszących przez rzecz pożytków (plonów, zysków). Dzierżawę od najmu rozróżnia także zakres przedmiotowy umowy. Dzierżawione mogą być także prawa (np. prawo do użytkowania wieczystego).
Natomiast najem i użyczenie odróżnia odpłatność, gdyż umowa najmu jest zawsze odpłatna, a użyczenie jest umową nieodpłatną.